# کرفس کوهی
کرفس کوهی (به انگلیسی: Celeriac)، که با نام‌های کرفس بیابانی و کرفس قمری نیز شناخته می‌شود،‌ نوعی کرفس با ریشه‌ای شلغم مانند است. این گیاه به خاطر ریشه و ساقه خوراکی آن کشت می‌شود. برخلاف ظاهر کرفس کوهی، این گیاه خویشاوندی نزدیکی به شلغم ندارد. کرفس کوهی مانند سبزیجات ریشه‌ای است، با این تفاوت که دارای یک هیپوکوتیل پیازی و تعداد زیادی ریشه کوچک متصل به آن است.
کرفس کوهی در حوزهٔ مدیترانه و شمال اروپا به‌طور گسترده کشت می‌شود. این گیاه هم چنین در شمال آفریقا، سیبری، جنوب غربی آسیا و شمال آمریکا نیز کشت می‌شود.

## تاریخچه
منشأ این گیاه حوضهٔ مدیترانه است. در کتاب ادیسه از این گیاه به عنوان کرفس نام برده شده‌است. مشخص نیست که این گیاه برای اولین بار چه زمانی کشت شده اما برخی منابع اولین کشت این گیاه را مربوط به سدهٔ هفدهم میلادی می‌دانند. در خارج از اروپا این گیاه به‌طور گستره مصرف نمی‌شود. این گیاه در کشور فرانسه پرطرفدار است و در غذایی فرانسوی به نام céleri rémoulade و نوعی سس مایونز از آن استفاده می‌شود.

## استفاده در آشپزی

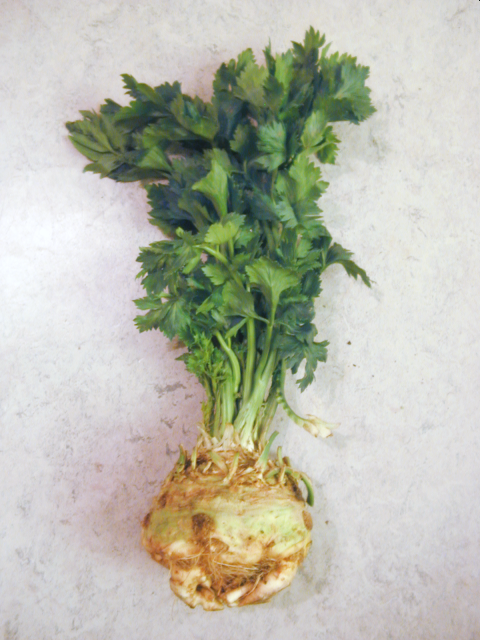

معمولاً کرفس کوهی را وقتی برداشت می‌کنند که قطر ریشه تقریباً بین ۱۰ تا ۱۴ سانتیمتر باشد. این گیاه را می‌توان هم خام و هم به صورت پخته‌شده مصرف کرد. و مزه آن شبیه به ساقه کرفس معمولی است. کرفس کوهی را می‌توان به صورت کباب شده، له شده یا در خورشت استفاده کرد. از خلال‌های کرفس کوهی در انواع سوپ و کسرول استفاده می‌شود. از برگ و ساقه این گیاه نیز برای تزئین غذا استفاده می‌شود.
عمر انباری این گیاه اگر در دمای بین ۰ تا ۵ درجه سانتیگراد نگهداری شود و از خشک شدن آن جلوگیری شود، بین شش تا هشت ماه است. اگر ریشه‌های ریز متصل به ریشه قطع نشوند ریشه تمایل بیشتری به فاسد شدن از درون خواهد داشت. تازه بودن کرفس کوهی را می‌توان از داخل ریشه آن تشخیص داد، داخل یک ریشه تازه نباید توخالی یا گود باشد. طراوت این گیاه همچنین از مزه آن نیز قابل تشخیص است، هرچه گیاه تازه تر باشد مزه آن نیز قوی‌تر است.